# Código alfanumérico
Códigos Alfanuméricos
Códigos Alfanuméricos são também chamados de Códigos de Caracteres devido as suas determinadas propriedades. Estes códigos são basicamente códigos binários. Nós podemos escrever dados alfanuméricos, incluindo dados, letras do alfabeto, números, símbolos matemáticos e sinais de pontuação através destes códigos que são de fácil interpretação e podem ser processados por computadores. Dispositivos de entrada e saída, como teclado, mouse e monitor, podem realizar a interface de comunicação entre a homem e máquina através destes códigos.
O Código 12-bit Hollerith é o mais conhecido e talvez o primeiro código efetivo nos primórdios das informática. Durante este período, cartões perfurados era utilizados para a entrada e saída de dados.
Mas hoje em dia estes códigos estão obsoletos, já que outros códigos modernos se evoluíram.
Os códigos alfanuméricos mais utilizados na atualidade são o código ASCII, código EBCIC e Unicode.
Código ASCII
ASCII é a abreviação de  American Standard Code for Information Interchange (Código padrão Americano para o Intercâmbio de Informações). Sua primeira publicação foi em 1967, sofrente modificações e atualizações desde então. ASCII possui 128 caracteres, onde alguns estão exemplicados abaixos.

Tabela ASCIITabela ASCII

Código EBCDIC
EBCDIC é uma abreviação de Extended Binary Coded Decimal Interchange Code.
A IBM criou este código para estender o  Binary Coded Decimal que existia na época.
Todos os computadores e periféricos da IBM usam este código. É um código de 8 bits e, portanto, pode acomodar 256 caracteres. Alguns destes códigos estão listados abaixo.

Tabela EBCDICTabela EBCDIC

UNICODE
Unicode é o mais novo conceito em codificação digital. Os principais gigantes da tecnologia adotaram  este código devido a sua singularidade. Abaixo há uma parte da tabela Unicode.

Tabela UnicodeTabela Unicode